# Raphidiocystis
Raphidiocystis är ett släkte av gurkväxter. Raphidiocystis ingår i familjen gurkväxter.
Kladogram enligt Catalogue of Life:
| Raphidiocystis | \| \| Raphidiocystis brachypoda \| \| \| \| \| \| Raphidiocystis chrysocoma \| \| \| \| \| \| Raphidiocystis jeffreyana \| \| \| \| \| \| Raphidiocystis mannii \| \| \| \| \| \| Raphidiocystis phyllocalyx \| \| \| \| |
|                | \| \| Raphidiocystis brachypoda \| \| \| \| \| \| Raphidiocystis chrysocoma \| \| \| \| \| \| Raphidiocystis jeffreyana \| \| \| \| \| \| Raphidiocystis mannii \| \| \| \| \| \| Raphidiocystis phyllocalyx \| \| \| \| |
|                | Raphidiocystis brachypoda |
|                | |
|                | Raphidiocystis chrysocoma |
|                | |
|                | Raphidiocystis jeffreyana |
|                | |
|                | Raphidiocystis mannii |
|                | |
|                | Raphidiocystis phyllocalyx |
|                | |